# Lidia Simon
Lidia Simon, född den 4 september 1973, är en rumänsk friidrottare (maratonlöpare).
Simons första stora internationella mästerskap var OS 1996 där hon slutade på sjätte plats. Vid VM 1997 och 1999 slutade hon på tredje plats. Medalj blev det även vid OS 2000 i Sydney då hon blev tvåa, slagen av japanskan Naoko Takahashi. Året efter, vid VM 2001 fick Simon sin stora mästerskapstriumf då hon vann VM-guld i maraton.
Simon gjorde ett uppehåll i tävlandet fram till OS 2004 som hon dock inte klarade att fullfölja.  